# AHA 1933/34
Die Saison 1933/34 war die achte reguläre Saison der American Hockey Association (AHA). Meister wurden die Kansas City Greyhounds.

## Teamänderungen
Folgende Änderungen wurden vor Beginn der Saison vorgenommen:
- Die Kansas City Pla-Mors änderten ihren Namen in Kansas City Greyhounds.
- Die Wichita Blue-Jays änderten ihren Namen Wichita Vikings.

## Modus
In der Regulären Saison sollten die fünf Mannschaften jeweils 48 Spiele absolvieren, jedoch wurden die Wichita Vikings bereits nach nur drei absolvierten Spielen aus der Liga ausgeschlossen. Die drei bestplatzierten Mannschaften qualifizierten sich für die Playoffs, wobei der Erstplatzierte der regulären Saison direkt für das Finale qualifiziert war. Das Playoff-Halbfinale wurde im Best-of-Three-Modus ausgetragen, das Finale im Best-of-Five-Modus. Für einen Sieg erhielt jede Mannschaft zwei Punkte, bei einem Unentschieden einen Punkt und bei einer Niederlage null Punkte.

## Reguläre Saison

### Tabelle
Abkürzungen: GP = Spiele, W = Siege, L = Niederlagen, T = Unentschieden, GF = Erzielte Tore, GA = Gegentore, Pts = Punkte
|                        | GP | W  | L  | T | GF  | GA  | Pts |
| ---------------------- | -- | -- | -- | - | --- | --- | --- |
| Kansas City Greyhounds | 48 | 26 | 18 | 4 | 106 | 87  | 52  |
| St. Louis Flyers       | 48 | 26 | 18 | 4 | 97  | 84  | 52  |
| Tulsa Indians/Oilers   | 48 | 23 | 25 | 0 | 107 | 110 | 46  |
| Oklahoma City Warriors | 48 | 16 | 30 | 2 | 86  | 115 | 32  |
| Wichita Vikings        | 3  | 0  | 3  | 0 | 3   | 9   | 0   |

## Playoffs
|  | Halbfinale | Halbfinale             | Halbfinale |  |  | Finale | Finale                 | Finale |
|  |            |                        |            |  |  |        |                        |        |
|  |            |                        |            |  |  |        |                        |        |
|  | 1          | Kansas City Greyhounds |            |  |  |        |                        |        |
|  |            | Freilos                |            |  |  |        |                        |        |
|  |            |                        |            |  |  | 1      | Kansas City Greyhounds | 3      |
|  |            |                        |            |  |  | 2      | St. Louis Flyers       | 0      |
|  | 2          | St. Louis Flyers       | 2          |  |  |        |                        |        |
|  | 3          | Tulsa Indians/Oilers   | 1          |  |  |        |                        |        |
|  |            |                        |            |  |  |        |                        |        |